# The Perfect General II
The Perfect General II est un jeu vidéo de type wargame développé et publié par Quantum Quality Productions en 1995 sur PC. Le jeu fait suite à The Perfect General, publié en  1991. Comme ce dernier, le jeu permet de simuler des batailles de la Seconde Guerre mondiale, mais aussi de conflits plus récents comme la guerre du Viet Nam ou la guerre du Golfe. Au total, le jeu propose quatre campagnes et une centaine de scénarios. Chacun d’eux débute par une phase d’achat puis de placement des unités, incluant de l’infanterie, des chars d’assaut, de l’artillerie et l’aviation. Le jeu se joue à la souris et au clavier et se déroule au tour par tour. Chaque tour est divisé en plusieurs phases qui permettent notamment de déclencher les tirs de l’artillerie, puis de définir les tirs et les déplacements des unités conventionnelles,.

## Accueil
| The Perfect General II |      |       |
| Média                  | Pays | Notes |
| Computer Gaming World  | US   | 4/5   |
| Joystick               | FR   | 89 %  |
| Gen4                   | FR   | 81 %  |
| PC Gamer US            | US   | 91 %  |